# Grecia ai Giochi della XXIV Olimpiade
La Grecia partecipò ai Giochi della XXIV Olimpiade, svoltisi a Seul, Corea del Sud, dal 17 settembre al 2 ottobre 1988, con una delegazione di 56 atleti impegnati in dodici discipline.

## Medaglie
| Medaglia | Nome                | Sport | Evento |
| -------- | ------------------- | ----- | ------ |
| Bronzo   | Charalambos Holidis | Lotta | 57 kg  |

## Risultati

### Pallanuoto
| Atleta | Classifica |                   |
| --- | --- | ----------------- |
| V · D · M Nazionale maschile greca di pallanuoto · Giochi olimpici - Seul 1988 1 Christoforidis · 2 Kaiafas · 3 Samartzidīs · 4 Tsikaris · 5 Giannopoulos · 6 Kefalogiannis · 7 Venetopoulos · 8 Seletopoulos · 9 Aronis · 10 Pateros · 11 Maurōtas · 12 Patras · 13 Papanastasiou · CT : Kyriakos Iosifidis | 9° |                   |
| Nazionale maschile greca di pallanuoto · Giochi olimpici - Seul 1988 | |                   |
| 1 Christoforidis · 2 Kaiafas · 3 Samartzidīs · 4 Tsikaris · 5 Giannopoulos · 6 Kefalogiannis · 7 Venetopoulos · 8 Seletopoulos · 9 Aronis · 10 Pateros · 11 Maurōtas · 12 Patras · 13 Papanastasiou · CT: Kyriakos Iosifidis                                                                                 | 1 Christoforidis · 2 Kaiafas · 3 Samartzidīs · 4 Tsikaris · 5 Giannopoulos · 6 Kefalogiannis · 7 Venetopoulos · 8 Seletopoulos · 9 Aronis · 10 Pateros · 11 Maurōtas · 12 Patras · 13 Papanastasiou · CT: Kyriakos Iosifidis | Grecia (bandiera) |